# Frits Vrijlandt

UIAA Logo

Frits Vrijlandt (* 21. Juli 1967 in Warnsveld) ist ein niederländischer Bergsteiger. Er erreichte als erster Niederländer am 17. Mai 2000 über den Nordgrat den Gipfel des Mount Everest. Am 4. Januar 2003 stand er auf dem Mount Vinson, dem höchsten Berg der Antarktis, und absolvierte seinen Aufstieg zu den Seven Summits. Er ist der erste Niederländer, der im ersten Anlauf alle sieben Gipfel erreicht hat. Heute hält er Vorträge und Motivationsreden.

## Biografie
Frits Vrijlandt studierte Ingenieurwesen an der Technischen Universität Delft. Er ist seit 1988 im niederländischen Klettern und Bergsteigen tätig: als Herausgeber der Zeitung (1988–1991), als Vorstandsmitglied (1990–1992), als Mitglied des Alpenvorstandes (1992–1995) und als Alpinlehrer im Sommer und Winter. Von 2006 bis 2012 war er Präsident des Königlichen Niederländischen Kletter- und Bergsteigerverbands (NKBV). Von 2012 bis Oktober 2020 war er Vorsitzender der Union Internationale des Associations d’Alpinisme (UIAA), zu deren Ehrenmitglied er 2023 ernannt wurde.

## Besteigungen (Auswahl)
- 1991 – Elbrus
- 1995 – Kilimandscharo
- 1997 – Aconcagua
- 2000 – Mount Everest
- 2001 – Denali (damals Mount McKinley)
- 2001 – Carstensz-Pyramide
- 2002 – Ama Dablam
- 2003 – Mount Vinson
- 2005 – Mount Kosciuszko
- 2006 – Gasherbrum II
- 2009 – Damawand
- 2011 – Mardi Himal